# Veille de Pessa'h qui a lieu le Chabbat
La veille de Pessa'h qui a lieu le Chabbat (hébreu : ערב פסח שחל בשבת erev pessa'h she'hal beshabbat) est une situation rare dans le calendrier hébraïque, survenant environ une fois tous les dix ans.
La coexistence du Chabbat et de la fête donne une autre dimension à ses préparatifs : à l’époque du Temple, c'est surtout le rituel de l'offrande pascale qui doit être ajusté aux interdits sabbatiques, mais elle influence, aujourd’hui encore, l'évacuation du hametz (nourritures et ustensiles interdits pendant la Pâque), la planification des repas sabbatiques, l'atmosphère de l'avant-fête, et la structure du séder de Pessa'h qui se tient le samedi soir.

## Fréquence
La veille de Pessa'h (he) qui tombe un Chabbat, c.-à-d. que le jour qui précède le 15 nissan est un Chabbat et que la Pâque commence le samedi soir, est un événement rare mais significatif, qui survient environ 21 fois en 200 ans (soit 11,5 % des années du calendrier hébraïque), avec des intervalles variant entre 3 et 20 ans. Les années concernées suivent des configurations où le nouvel an tombe un jeudi (hasha et ha'ha (he)) ou un Chabbat (za'ha (he)): dans les années hébraïques 5700-5900 (1940-2140 du calendrier grégorien), le cas s'est produit ou se produira en 5710 (1950), 5714 (1954), 5734 (1974), 5737 (1977), 5741 (1981), 5754 (1994), 5761 (2001), 5765 (2005), 5768 (2008), 5781 (2021), 5785 (2025), 5805 (2045), 5808 (2048), 5812 (2052), 5832 (2072), 5835 (2075), 5839 (2079), 5859 (2099), 5863 (2103), 5883 (2123) et 5890 (2120).
Le phénomène semble avoir été plus rare encore au temps du sanhédrin (de -516 à +70) puisqu'on aurait « oublié » la Loi à son sujet (Talmud de Jérusalem Pessahim 5:8 [38a-b], Talmud de Babylone Pessahim 66a). Cette loi ayant été, selon la tradition rabbinique, transmise lors du don de la Torah sur le mont Sinaï, il aurait dû en subsister une trace, à moins que cette situation ne se soit plus ou presque plus jamais produite depuis. 
Le Talmud de Jérusalem y a vu un « miracle » suscité pour propulser Hillel l'Ancien à la tête du sanhédrin (voir infra), d'autres ont suggéré que la question de la concurrence entre Pessa'h et Chabbat ne fut pas considérée sérieusement par les prêtres du temple de Jérusalem avant qu'ils s'alignent sur les pharisiens, et le rabbin Yehezqel Landau (XVIIIe) avance dans son commentaire sur le Talmud (Tsioun lenefesh 'haya, sur Pessahim 66a) qu'on ajustait peut-être le calendrier par embolisation des années ou modification du mois d'adar afin d'éviter autant que possible cette situation. Il arrivait, cependant, qu'elle arrivât et il fallait bien savoir comment s'y comporter.

## Occurrence de la Pâque au lendemain de Chabbat, à l'époque du Temple
La tension entre l'un des premiers devoirs d'Israël et l'un des dix commandements — dont la transgression entraîne dans les deux cas le retranchement du sein du peuple —, est au cœur d'un débat fondamental entre deux tannaïm (« répétiteurs, » sages ou rabbins de la Mishna) de la deuxième génération (de 80 à 120), Rabbi Eliezer et Rabbi Yehoshoua. 

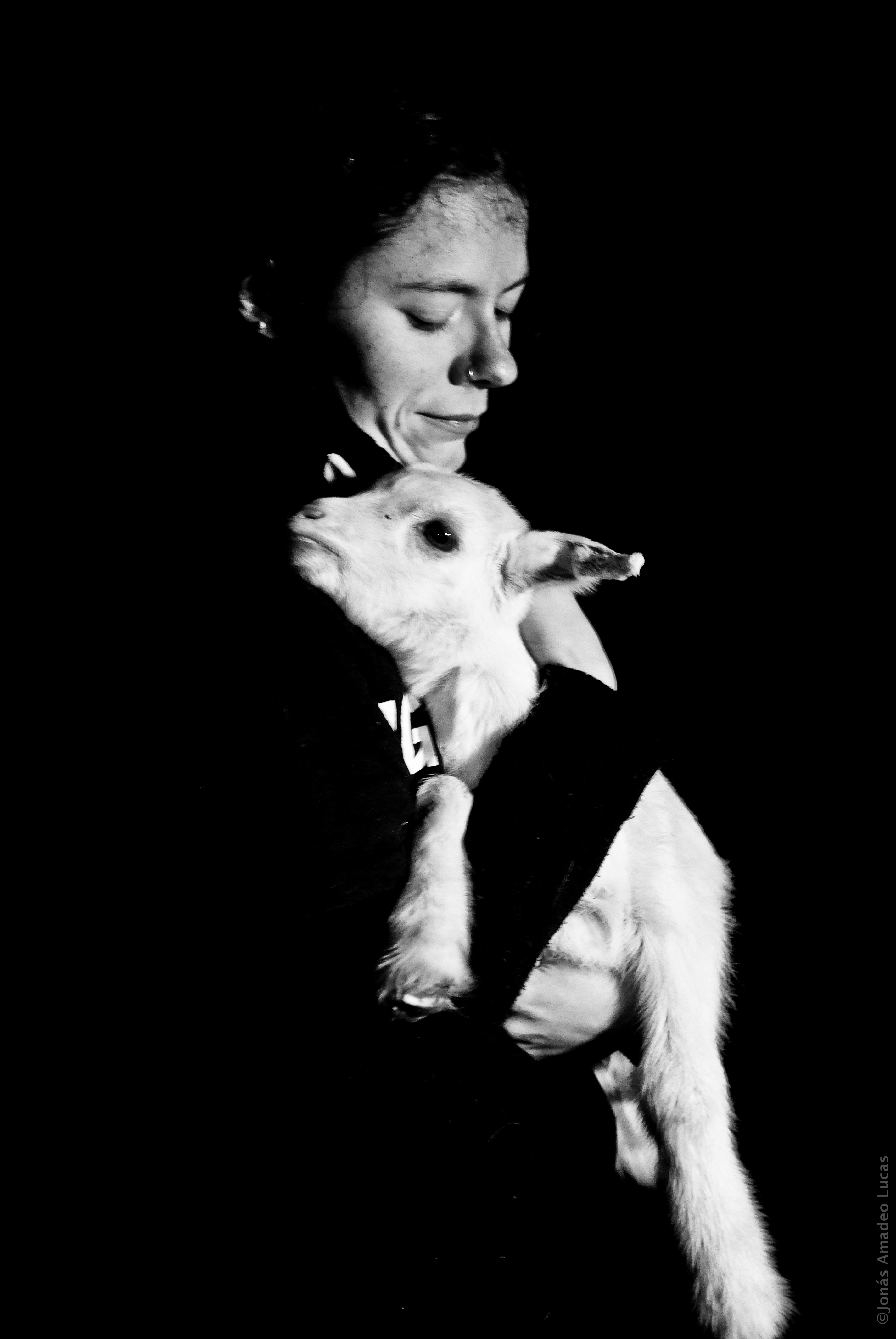
Le sacrifice pascal justifie-t-il, par exemple, le transport de l'agneau jusqu'au Temple à Chabbat ?

 Rabbi Eliezer autorise toutes les étapes de l’offrande pascale le jour même car elle doit être réalisée « en son temps » (Nombres 9,2) mais de manière inhabituelle (en), par respect pour le Chabbat (cf. mishna 5:9). Rabbi Yehoshoua limite ces dérogations aux étapes essentielles (abattage, aspersion du sang sur l'autel des offrandes, extraction des entrailles et combustion des graisses), excluant la cuisson, le lavage des entrailles, le transport de l'animal et même la coupe d'une éventuelle excroissance qui constituerait un défaut dans l'offrande. Rabbi Akiva tranche en faveur de Rabbi Yehoshoua avec une règle générale : « toute tâche pouvant être réalisée la veille de Chabbat, ne repousse pas le Chabbat »  (Mishna Pessahim 6:1-2).
La primauté de la Pâque sur le Chabbat, unanimement admise, aurait été démontrée par Hillel l'Ancien un siècle plus tôt, en la comparant avec l'offrande perpétuelle (he) par heikesh (he) (raisonnement par induction), gzera shava (he) (inférence analogique) et kal va'homer (raisonnement a fortiori) : étant une offrande publique comme elle, elle doit également être réalisée le Chabbat . De plus, l’expression « en son temps » apparaît aussi bien pour l’offrande perpétuelle (Nombres 28,2) que pour l’offrande pascale (Nombres 9,2), impliquant qu’elles ont le même statut. En outre, si l'offrande perpétuelle dont l'omission n'entraine pas de sanction grave, prévaut sur Chabbat, alors l'offrande pascale dont la transgression entraîne le retranchement du peuple, doit à plus forte raison prévaloir. Enfin, Hillel avait reçu de ses maîtres la tradition que toutes les pâques — la première comme la seconde, la privée comme la publique — ont préséance sur Chabbat. 
Les sages consultent alors Hillel sur le peuple qui n'a pas apporté ses couteaux pour les sacrifices (et risque d'enfreindre l'interdiction du transport pendant Chabbat (en)), Hillel les invite à croire au bon sens des enfants d'Israël, qui arrivent au Temple avec les couteaux dissimulés dans la laine des agneaux ou attachés aux cornes des chevreaux (la tossefta n'explicite pas la raison pour laquelle ces expédients sont jugés licites). C'est en ce jour, conclut la tossefta, que les sages nommèrent Hillel président du sanhédrin (t. Pessahim 4:11-12). 
Ce récit fondateur de la Tossefta est ensuite repris et remodelé dans les Talmuds (TJ Pessahim 6:1 [33a], TB Pessahim 66a), où la guemara (discussion sur la mishna) accentue sa dimension narrative sans rien toucher de ses conclusions légales,.
Ces lois et discussions ont été codifiées (au XIIe siècle) dans les lois de l'offrande pascale par Moïse Maïmonide, bien qu'elles n’aient pas d'implication pratique avant la reconstruction espérée du Temple : lorsque la pâque est offerte au sortir du Chabbat (en), le sol de la cour du Temple (he) est lavé malgré l'opposition des sages (cf. m. Pessahim 5:8, t. Pessahim 4:10 et les passages talmudiques correspondants) car les interdictions rabbiniques en vue de préserver la révérence des Chabbats (en) n'ont pas cours dans le Temple de Jérusalem (code maïmonidien, lois de l'offrande pascale 1:16). Les étapes essentielles à l'offrande de la pâque, sont réalisées « en leur temps » pendant le Chabbat, conformément à Nombres 9,2 (code 1:18) mais le transport des animaux dans la ville ou dans le périmètre sabbatique (en) doit être anticipé, et le retour chez soi ainsi que le rôtissement des pâques et le lavage des entrailles, sont différés (code 1:17). C'est pourquoi le premier groupe de pèlerins arrivés au Temple pour offrir les pâques, quittait la cour après le sacrifice et, laissant la place aux suivants, se rendait au mont du Temple pour attendre la sortie de Chabbat ; le deuxième groupe s'asseyait sur le rempart environnant et le troisième groupe restait dans la cour du Temple. Le Chabbat sorti, tous rentraient chez eux avec leur offrande (code 1:17-18). Le couteau de l'abattage doit lui aussi être apporté avant le Chabbat mais s'il a été oublié, on peut l'enfouir dans la laine ou les cornes des pâques — bien que l'animal transporte une charge et qu'on contrevienne en principe au devoir de laisser les animaux au repos (he), le stratagème est permis car inhabituel et parce qu'il répond à l'impératif de l'offrande pascale. Maïmonide permet d'en faire autant pour l'offrande festive (he) lors d'un jour saint (code 1:19) mais non lors du Chabbat (code 1:12).
D'autres problèmes demeurent cependant d'actualité et leur transgression constitue une violation d'interdictions bibliques, entraînant elle aussi la sanction du retranchement. C'est le cas de la gestion des pâtes levées (hametz) lorsque la veille de Pessa'h a lieu le Chabbat.

## Incidence sur les lois duhametzet de la matsa

### Dans la Mishna et les Talmuds

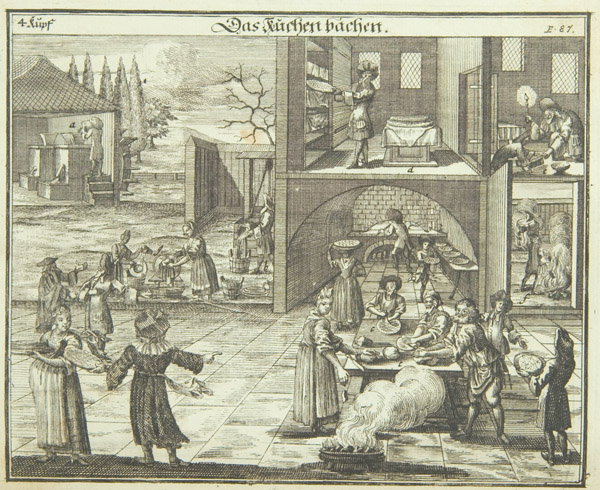
Gravure allemande représentant différents préparatifs de Pessa'h dont à droite, l'élimination du hametz notamment par le feu (Nuremberg, 1724)

L'élimination du hametz (he) par combustion ou dispersion (biour hametz), doit précéder l’offrande pascale, conformément à l’injonction biblique : « tu n'abattras pas sur le hametz le sang de mon sacrifice » (Exode 34,25, cf. Lévitique 2,11), et le moment adéquat pour le faire lorsque la veille de Pessa'h tombe un Chabbat, est discuté dans la Mishna avant les lois sur l'offrande pascale mais les intervenants sont des répétiteurs de la quatrième génération (entre 135 et 165), informés par les principes de leurs prédécesseurs.
Rabbi Meïr prescrit d'éliminer tout le hametz dès le 13 nissan, les sages à son moment habituel, au matin du 14, et Rabbi Eléazar bar Tsaddok (he) distingue les portions consacrées aux prêtres (en), à éliminer le 13 nissan, des produits non-consacrés qu'on peut éliminer le 14 (m. Pessa'him 3:6).
La tossefta qui complète cette mishna (t. Pessa'him 3:9), va dans le sens de Rabbi Meïr, prescrivant de brûler tout le hametz avant le Chabbat et de cuire une matsa (pain azyme consommé pendant la semaine de la Pâque). Le Talmud de Jérusalem, qui affirme ailleurs que « celui qui mange de la matsa la veille de Pessa'h, est comme celui qui vient à sa fiancée dans la maison de son beau-père, [et doit] être fouetté (en) » (TJ Pessa'him 10:1), remonte la controverse de ces docteurs à une divergence entre Rabbi Eliézer et Rabbi Yehoshoua : Rabbi Meïr estime que le risque de conservation accidentelle de hametz justifie de brûler des choses saintes, les sages s'y opposent, Rabbi Yehouda recentre le débat sur les portions consacrées dont le statut de pureté ou impureté rituelle (en) est douteux, et la position de Rabbi Eléazar bar Tsaddok est celle de Rabban Gamliel ; La guemara conclut alors, par la voix de Rabbi Abahou (en) au nom de Rabbi Yohanan : « si tu dis que la loi suit Rabban Gamliel, alors la loi suit Rabbi Eléazar bar Tsaddok » (TJ Pessa'him 3:6). La guemara babylonienne déduit pour sa part que suivre Rabbi Eléazar bar Tsaddok qui lui-même suit Rabban Gamliel, mène aux sages : c'est en effet son témoignage, rapportant l'ordre donné par le préposé de Rabban Gamliel d’éliminer le hametz pendant Chabbat, bien que celui-ci coïncidât avec la veille de Pessa’h, qui est devenu le précédent légal retenu (TB Pessa'him 49a).
Toutefois, comme souvent dans les Talmuds, c'est dans une baraïta (tradition tannaïtique « extérieure » à la Mishna) consignée dans un passage antérieur du Talmud babylonien, que le débat sera finalement tranché, non pas par les précités mais selon Rabbi Eléazar de Bartota : ce docteur de la troisième génération rapporte l'enseignement de Rabbi Yehoshoua selon lequel (et contrairement à l'opinion que lui attribue le Talmud de Jérusalem) toutes les portions consacrées — qu'elles soient pures, impures ou de statut incertain — doivent être brûlées avant Chabbat, lorsque la veille de Pessa'h tombe un Chabbat ; seules les quantités de portions pures nécessaires pour deux repas sabbatiques (en) peuvent être conservées jusqu'au matin du 14 nissan, à consommer avant la cinquième heure du jour (il s'agit ici d'une heure relative, correspondant au douzième du temps de clarté qui, en nissan après l'équinoxe de printemps, est plus longue que l'heure équinoxiale). Le collège rabbinique lui concède qu'on peut brûler les portions impures ou de statut incertain car il est entendu que le prophète Élie — le seul à pouvoir lever le doute sur leur état (he) — n'arrivera pas les veilles de Chabbat ni les veilles de jours saints, afin que sa venue tant attendue ne s'accompagne pas, dès les premiers instants, de complications dont on se serait volontiers passé, mais si l'on brûlait aussi les portions pures, les prêtres passeraient le Chabbat sans nourriture. Toutefois, Rabbi Eléazar de Bartota insista, campa et persévéra tant et si bien sur sa position que c'est selon elle que la Loi fut établie (TB Pessa'him 13a).

### Dans la littérature médiévale
La loi établie dans le Talmud de Babylone, dont la préséance sur celui de Jérusalem est acceptée depuis la fin du Xe siècle, n'est cependant plus applicable en l'absence du Temple, dont elle dépendait pour sa mise en œuvre. Les Juifs sont, de surcroît, privés d'une autorité centrale, et cela entraîne, plus encore que leur dispersion, une multiplicité d'interprétations parmi les autorités rabbiniques du Moyen Âge.

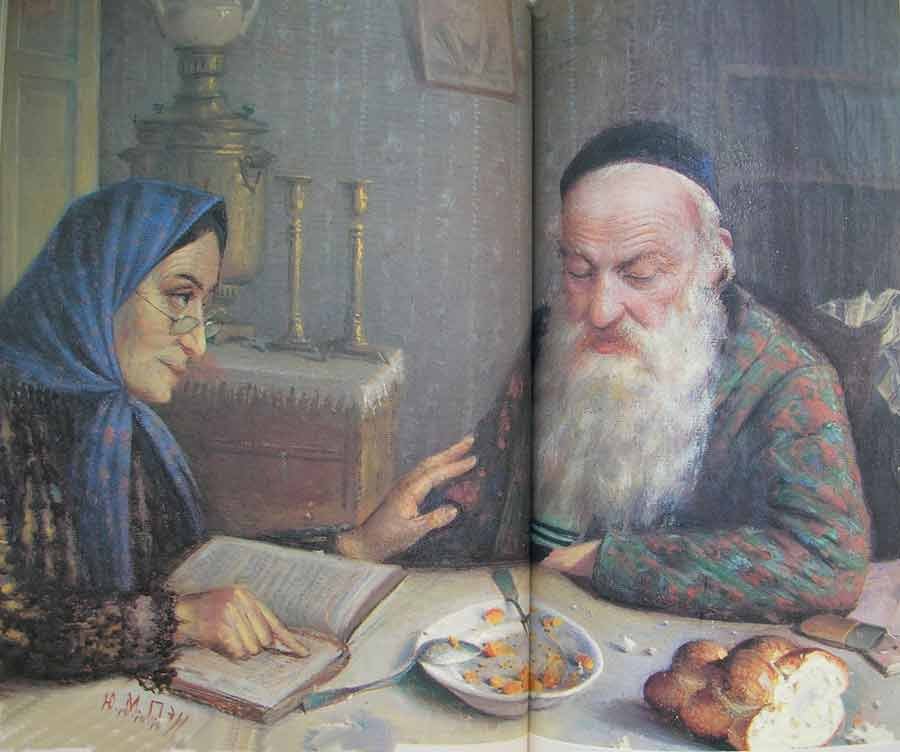
"D'après Rachi, ça passe mais tu veux les autres avis (ou tu préfères tout jeter et tant pis) ?"

Dans le monde arabe, l'autorité la plus influente est le Ri"f (XIe siècle), dont l'abrégé du Talmud fait référence dans l'ensemble des communautés. Il y affirme que la loi suit Rabbi Eléazar de Bartota (5a) et Rabbi Eléazar bar Tsaddok qui s'accorde avec lui (16a), ce qui effare Rabbenou Ephraïm (he) car Rabbi Eléazar de Bartota ne mentionne pas les denrées profanes, et il ajoute de laisser de quoi assurer deux repas sabbatiques alors que Rabbi Eléazar bar Tsaddok n'en parle pas.
En terres chrétiennes, où des rabbins de la vallée du Rhin rédigent des commentaires suivis pour garantir que les manuscrits du Talmud correspondent aux traditions orales transmises, Rachi (XIe siècle), interprète central du judaïsme médiéval, cherche à harmoniser les sources. Il explique que Rabbi Meïr demande de brûler tout le hametz, sauf celui mis de côté pour le Chabbat (Pessa'him 44a s.v. meva'arin ett hakol). Il clarifie aussi la distinction de Rabbi Eléazar bar Tsaddok de façon pragmatique : les portions consacrées qu'on ne peut donner qu'à des prêtres et non des « étrangers » (lévites ou israélites) ni des animaux, doivent être brûlées avant le Chabbat du 14 nissan mais les nourritures profanes peuvent être distribuées à tous pendant Chabbat, et ne sont pas détruites le 13 (s.v. trouma milifnei hashabbat).
Moïse Maïmonide (XIIe siècle), qui ne mentionne pas ses sources dans son code mais déclare à plusieurs reprises suivre le Ri"f, énonce que lorsque la veille de Pessa'h tombe un Chabbat, le hametz doit être brûlé le 13 nissan, en laissant uniquement ce qu'il faut pour manger jusqu'à la quatrième heure du Chabbat dans un endroit réservé. S'il reste du hametz après la quatrième heure, il faut le déclarer nul (he) et le couvrir jusqu'à la fin du 15 nissan, où il sera brûlé à son tour (code, lois du levain et des azymes 3:3). Cependant, son contemporain et contradicteur attitré, Abraham ben David de Posquières s'insurge et argue que Maïmonide s'écarte du Ri"f. Selon lui, s'il y a bien un point d'accord entre Rabbi Eléazar bar Tsaddok et Eléazar de Bartota, c'est que le hametz profane ne doit pas être éliminé avant le 14 nissan ! Seul Rabbi Meïr soutient  qu'il faut le faire le 13, tandis que la tradition dominante retient le 14. Or la loi ne peut être fixée selon une opinion minoritaire.
Face à ces divergences, le Ra"n (XIVe siècle) propose une interprétation inédite dans son commentaire sur le Ri"f afin d'unifier les opinions : tout s'explique si l'on admet que chez Rabbi Eléazar de Bartota, « on élimine tout avant Chabbat » signifie « toutes les portions consacrées, quel que soit leur statut de pureté, » et non « toutes les nourritures, quel que soit leur degré de sainteté » qui est la position de Rabbi Meïr. Dans ce cas, les sages, Rabbi Eléazar de Bartota et Rabbi Eléazar bar Tsaddok auraient prescrit d'éliminer tout le hametz consacré la veille de Chabbat mais les denrées profanes le 14 nissan, à leur moment habituel. Le Ri"f rejoint donc Rachi car le Ra"n a tiré de ses gloses que depuis la destruction du deuxième Temple où les prélèvements pour les prêtres ont cessé, tout le hametz pourrait s'évacuer le 14 nissan même, et le silence de Rabbi Eléazar bar Tsaddok sur les repas sabbatiques, s'expliquerait simplement par le fait que ce n'était pas son propos (Ra"n sur le Ri"f s.v. mihou).
Ce n'est pourtant pas à cette conclusion que parvient Jacob ben Asher (XIVe siècle), auteur d'un code de lois quadripartite, qui adopte une approche plus analytique que celui de Maïmonide, et reprend les débats avant de trancher. Cherchant à concilier les pratiques en vigueur avec les principes talmudiques, il écrit finalement que « Lorsque le quatorze [nissan] tombe le Chabbat, on recherche le hametz la nuit du 13 et on brûle tout avant Chabbat, en laissant [de quoi assurer deux repas sabbatiques]. » Il aborde ensuite le problème du troisième repas, pris l'après-midi, après l'heure où l'on peut encore consommer du hametz mais avant celle où l'on peut manger de la matsa car il faut — dit Rachi — la déguster avec appétit lors du séder de Pessa'h qui se tiendra le soir : il est constitué de fruits ou de matsa achira (he) (azymes pétris avec du jus de fruit, du vin ou des œufs), comme le pratiquait Rabbenou Tam (XIIe siècle). Il recommande aussi d'éliminer le hametz avant midi, bien qu'on puisse le faire jusqu'à l'entrée de Chabbat, afin de rester en ligne avec les autres années où cette élimination se fait impérativement à la sixième heure. L'annulation du hametz (he) se fait cependant le Chabbat, et l'auteur cite un répons de « [s]on maître et père de mémoire bénie », le Ro"sh, qui permet dans plusieurs cas de figure — comme la circoncision du fils ou une trop grande distance par rapport au domicile —, d'annuler mentalement le hametz sans l'éliminer physiquement (Arbaa Tourim, Tour Orah Hayyim 444).
La gestion du hametz en ressort particulièrement intriquée : un foyer souhaitant conserver du pain pour Chabbat devra prévoir un espace dédié et s'assurer de l'avoir totalement éliminé avant la cinquième heure du samedi matin, sous peine de transgression. Cependant, ni le moment ni les modalités pour l'éliminer ne sont fixées, et Jacob ben Asher a introduit, avec les repas sabbatiques, une nouvelle couche de complexité. D'importantes controverses demeurent entre décisionnaires, et leur résolution s'impose afin de fixer des normes ou de le tenter.

### Dans la littérature ultérieure
Après l'expulsion des Juifs d'Espagne, la volonté de sauvegarder la tradition séfarade conduit Joseph Karo (XVIe siècle) à composer le Beit Yossef. L'Auteur passe en revue, dans cette somme qui adopte la forme d'un commentaire sur l'Arbaa Tourim, l'ensemble des opinions connues de son temps afin d'établir la loi selon ceux qu'il appelle les trois piliers du droit juif : le Ri"f, le Ro"sh et, surtout, Maïmonide. Il rend alors ses arrêts dans le Choulhan Aroukh, qu'il conçoit comme le code universel permettant l'application uniforme de la loi juive dans toutes ses ramifications. Le Choulhan Aroukh n'atteint toutefois ce statut qu'après l'ajout d'annotations explicatives ou critiques par le rabbin galicien Moïse Isserlès (le Rem"a, XVIe siècle) qui y intègre les coutumes ashkénazes.
C'est dans cette logique de standardisation que les lois sur la veille de Pessa’h tombant un Chabbat, reçoivent leurs derniers développements au chapitre 444 de la section Orah Hayyim du Beit Yossef : l'Auteur y signale d'emblée que Jacob ben Asher suit Maïmonide sur la date de l'élimination du hametz, et rejette méthodiquement les positions contraires — la lecture du Ra"n est réfutée car le Ri"f ne traite que des lois applicables à son époque or les portions ne sont plus prélevées pour les prêtres depuis la destruction du Temple. « On élimine tout avant Chabbat » doit se comprendre « tout le hametz, consacré ou profane », et c'est afin de clarifier ce point, laissé implicite dans le Talmud, que le Ri"f aurait, selon l'Auteur, formulé « la loi suit Rabbi Eléazar de Bartota et Rabbi Eléazar bar Tsaddok qui s'accorde avec lui » plutôt que « Rabbi Eléazar de Bartota et les sages » (de la mishna Pessa'him 3:6) : tous auraient prescrit une élimination différenciée du hametz, en conservant une quantité limitée de hametz profane pour deux repas sabbatiques dont les restes éventuels sont à éliminer le Chabbat du 14 nissan. En somme, les opinions de deux piliers s'alignent sur ce point et l'on peut y adjoindre le Ro"sh, sans quoi Jacob ben Asher l'aurait signalé (Beit Yossef Orah Hayyim 444:1). Par ailleurs, quel que soit le moment où l'on élimine le hametz, l'inspection du domicile pour s'assurer de l'absence de hametz (he) doit se faire le 13 nissan, et non le 14 comme chaque année parce que la recherche se fait à la lueur d'une bougie, impossible à déplacer le Chabbat (BYOH 444:2). 
Le troisième repas, qui se prend après l'office de l'après-midi (BYOH 444:3), peut se faire sur de la matsa achira (he) selon l'usage de Rabbenou Tam (XIIe siècle), suivi par les tossafistes et le Ro"sh qui ont limité à la dixième heure du jour pour ne pas consommer de pain, azyme ou non, trop près du séder (BYOH 444:4). Ainsi, conformément à la pratique de Rachi, tout le hametz est éliminé avant Chabbat et la matsa est réservée au soir de Pessa'h. Toutefois, la consommation de matsa achira pour le troisième repas n'est pas une obligation absolue mais une solution permise à qui peut s'en fournir (BYOH 444:5). 
L'élimination se fait le vendredi avant midi, selon l'avis du Sefer Mordekhaï qui le rapporte lui-même au nom de Rachi, afin d'éviter la confusion avec les autres années ; Jacob ben Asher a cependant substitué « éliminer » à « brûler » pour permettre une alternative à la combustion (BYOH 444:6). Le report de la déclaration d'annulation du hametz (he) au Chabbat est lui aussi « évident » puisqu'on consomme du hametz pendant deux repas (BYOH 444:7).
Par conséquent, tranche l'Auteur du Choulhan Aroukh, « Lorsque le 14 nissan a lieu le Chabbat, on cherche le hametz le 13 et l'on brûle tout avant Chabbat [à l'exception de ce qu'il faut] pour les deux premiers repas sabbatiques (celui du soir et celui du matin) car le troisième repas se tient après l'office de l'après-midi et à ce moment-là, l'on ne peut prendre de repas avec la matsa ni le hametz mais avec de la matsa achira, et [ce] avant la dixième heure. » Cependant, le Rem"a (XVIe siècle), objecte à cet usage, pourtant né dans le berceau du judaïsme ashkénaze, que « dans nos contrées où nous ne mangeons pas de matsa achira […], nous faisons le troisième repas avec des fruits, de la viande ou du poisson » (Choulhan Aroukh Orah Hayyim 444:1), et il renvoie son lecteur au chapitre 462. Là, le Rem"a réitère qu'« en ces contrées, il n'est pas d'usage de pétrir dans du jus de fruit, ni même d'en badigeonner la pâte avant qu'elle soit cuite et chaude [sauf pour] le malade ou la vieille personne qui en a besoin » (CAOH 462:4), alors que l'Auteur a affirmé trois paragraphes plus haut que « les jus de fruit sans eau ne fermentent pas du tout » (CAOH 462:1), et il autorise la matsa achira pour toute la durée de la fête (à l'exception de la consommation de la matsa (he) lors du séder de Pâque car c'est un « pain riche » et non un « pain de misère (he) » ; sur la rétivité du Rem"a envers cet usage d'origine ashkénaze, voir infra et l'article correspondant). 
« Il est bon » d'éliminer le hametz le vendredi avant midi afin de ne pas se tromper lors des années ultérieures (CAOH 444:2), et on ne cuit pas de bouillie de blé pour éviter de se retrouver avec du hametz collé au fond de la poêle alors qu'on ne peut pas la laver le Chabbat (CAOH 444:3 — le Rem"a prescrit cependant à qui l'aurait fait, de frotter pour ne pas laisser de hametz). Le repas terminé, on secoue la nappe sur laquelle on a mangé, on nettoie les bols avec les doigts avant de les ranger avec le reste de la vaisselle invalide pour la fête, et ce qu'il reste de hametz de ces repas, doit être donné à un Gentil en évitant de le lui apporter pour ne pas enfreindre l'interdiction de transport (CAOH 444:4). Lorsque ce n'est pas possible, on le couvre avec un récipient pour le brûler au lendemain du premier jour de fête (CAOH 444:5 ; c'est dans cette situation de dernier recours, et là seulement, que l'Auteur suit Maïmonide, alors que ce dernier enjoint de le faire en première intention) et dans tous les cas, on procède ensuite, comme chaque année, à l'annulation du hametz même s'il n'en reste plus (CAOH 444:6). 
L'Auteur qui a trouvé le Ro"sh trop indulgent dans son répons (BYOH 444:8-15), introduit une stratification dans ses dispenses : qui se trouve en chemin sans raison valable, doit rentrer séance tenante pour éliminer le hametz de son domicile s'il en reste plus que le volume d'un œuf ; s'il est allé circoncire son fils ou assister à un dîner de fiançailles, il doit néanmoins s'efforcer de rentrer dans les temps ; seule une catastrophe (inondation, incendie, séisme, émeute anti-juive) le dispense totalement de rentrer chez lui, même s'il en a la possibilité, et il se contente d'annuler mentalement le hamez à l'endroit où il se trouve (CAOH 444:7). Cette annulation est toutefois sans valeur si les pâtes qu'il a laissées ont commencé à lever ou tourner (CAOH 444:8).

#### Pratique(s) actuelle(s)

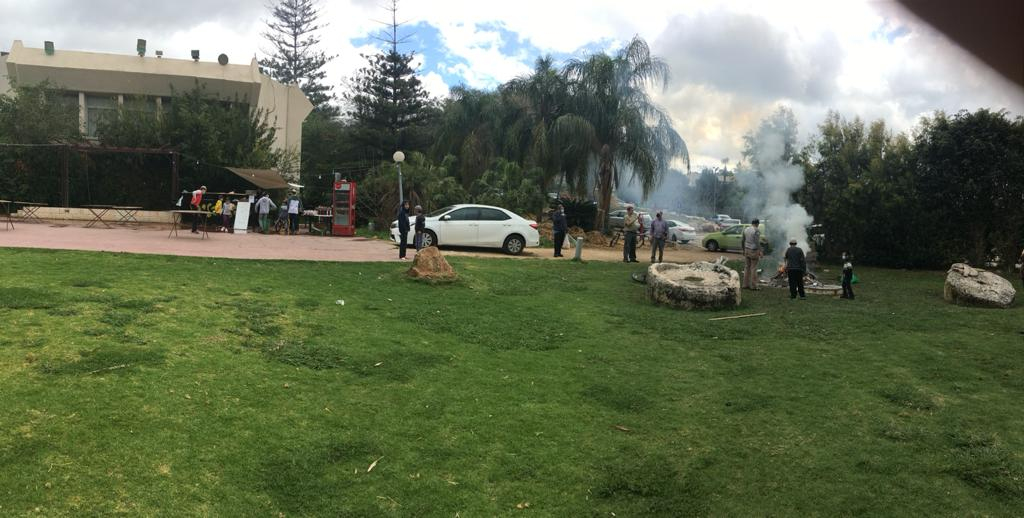
Sha'alvim, le vendredi 13 nissan 5781 (2021) — tandis que certains s'affairent à brûler leur hametz (à droite), d'autres profitent encore des derniers instants où sa consommation est permise, attablés à un stand de falafel (à gauche).

C'est avec cette base légale qu'ont dû composer depuis les décisionnaires ultérieurs, restrictifs comme permissifs, pour autant qu'ils se réclament du judaïsme orthopraxe (les courants nés ou inspirés de la réforme du judaïsme au XVIIIe siècle, la jugent importante mais non contraignante).

##### Avant le Chabbat
La vérification du hametz est avancée au jeudi soir — après l'office de prière vespéral — afin d'éviter les complications liées aux interdits sabbatiques. Son élimination au vendredi se fait jusqu'au début de la sixième heure, conformément aux autres années, selon Mishna Beroura 444:9 & Hayyei Adam (en) 129) (XIXe-XXe siècle). Plus souple, le Maharsha"m (en) comprend du Choulhan Aroukh qu'on peut attendre la mi-journée, et l'auteur du Mikraei Kodesh (en), Pessa'h I:46, tire du Mishna Beroura précité qu'on peut le faire au début (et non avant le début) de la sixième heure.
La consommation de hametz est permise — à l'exception du Piskei Teshouvot (he) 444:7 — tout le vendredi (Aroukh Hachoulhan (en) 444:4 et, plus récemment, l'Or'hot Rabbeinou au nom du rabbin Chaim Kanievsky). C'est pourquoi la prière ne doit pas être avancée comme les autres années mais la déclaration d'annulation du hametz doit être repoussée au deuxième repas sabbatique (Levoush Ha'hour (en) 444, cité in Mishna Beroura 444:10).
La vente du hametz (he) peut, elle aussi, se poursuivre toute la journée du vendredi — car il n'y a pas lieu de craindre que les rabbins qui en sont responsables, se trompent avec les autres années (Maharsha"m, Daat Torah 444:2 & MeÏr Arik (en), Imrei Yosher I:146) — mais nombreux sont les décisionnaires qui se montrent préoccupés par la validation d'une transaction « fictive » (puisqu'il reste du hametz) ou effectuée le Chabbat (puisque c'est au cours de celui-ci que l'acheteur non-juif en prend possession) : le second point a été résolu par le Shoël Oumeshiv (en) (6e édition) 55 car l'acte de vente prend effet le Chabbat mais a été réalisé avant le début du Chabbat. Quant au premier, beaucoup s'imposent de suivre le Mahara"m Schick Orah Hayyim 205 ou le Har Tzvi 127, et n'y incluent pas le hametz conservé pour les repas sabbatiques ; il faudra donc veiller à le faire disparaître proprement le lendemain.

##### Pendant le Chabbat
La sélection des pains et plats pour les repas sabbatiques, passée en revue par le Gaon de Vilna pour clarifier la position du Rem"a en CAOH 444:1 (cf. supra), est un enjeu central, en particulier pour le troisième repas : il rappelle d'une part que les repas se font préférentiellement sur du pain levé, donc hametz (Beour HaGr"a Ora'h Hayyim 444:7), et d'autre part que la consommation de matsa avant le séder est particulièrement décriée par le Talmud de Jérusalem, comme on l'a vu plus haut (Beour HaGr"a Ora'h Hayyim 444:4). 
Le Rem"a s'abstient de matsa achira (he) parce qu’il suit, en CAOH 471:1, la ligne de Maïmonide qui recommande de s'interdire tout ce qui rassasie après la dixième heure (commentaire sur la m. Pessa'him 10:1). C'est pour la même raison que l'on devrait éviter la matsa cuite lors du troisième repas, et le Maguen Avraham 444:2 recommande même s'en dispenser complètement : citant le Shl"a, il rapporte que, d'après le Zohar Emor 95a, Rabbi Shimon (Ier et IIe siècles) consacrait ce moment à l'étude de la Torah lorsque la veille de Pessa'h avait lieu le Chabbat. Pour le Gaon, c'est parce que ce repas, qui a lieu l'après-midi (CAOH 291:2, rapporté dans le Beour HaGr"a 444:3), ne peut plus se faire sur du pain, et il  conclut que tout repas se fait sur du pain ou ne se fait pas (Beour HaGr"a Ora'h Hayyim 444:7 ; moins catégorique, l'Aroukh Hachoulhan 444:6 indique que c'est la coutume des kabbalistes mais le Kaf Hahayyim (he) 444:18, versé dans les usages kabbalistiques, indique que cette dispense ne concernait que Rabbi Shimon lui-même).
Qui suit la ligne du Gaon, et fait ses collations avec deux miches (he) de pain hametz par repas, choisit la voie la moins commode : il doit prier les offices matinal et supplémentaire plus tôt afin de les terminer dans le temps imparti (à la fin de la quatrième heure relative du jour, entre 9 heures et 10 heures du matin), et se prémunir de toute dispersion de hametz, même accidentelle. La consommation de mets contenant du hametz ou l'utilisation de plats, couverts ou casseroles qui n'auraient pas été purifiés, est déconseillée parce qu'on ne pourra pas les nettoyer avant la fête, non pas en raison du Chabbat mais de l’interdit de hakhana, « préparation » d’un jour saint à l’autre (Mishna Beroura 444:11). 
En pratique, certains recommandent des pains pauvres en mie, comme la pita,. Le pain est consommé au début du repas pour éviter de rendre les ustensiles hametz à son contact, et certains vont jusqu'à le rompre dans une pièce distincte avant de poursuivre le repas dans l'espace réservé à la fête). Alternativement, l'emploi de nappes et ustensiles jetables où les plats ont été transférés avant le Chabbat, évite ces tracas et constitue une solution légalement valable. 
Après le deuxième repas, ce qu'il reste de hametz doit être éliminé en le jetant aux toilettes (Mishna Beroura 444:21) et d'aucuns recommandent de le dénaturer avec un produit de ménage, afin qu'il ne soit plus bon à rien et dégoûte même les chiens (Hazon I"sh (he) Orah Hayyim 116:16 & 118:3). Le rabbin Mordekhaï Eliyahou (XXe-XXIe siècle) rapporte au nom de Yossef Hayim de Bagdad (XIXe siècle) qu'il convient de le couvrir d'un récipient comme le prescrit Maïmonide, en veillant à ce qu'il ne fasse pas plus d'une palme de haut. Les plus pieux époussettent leurs vêtements et se brossent les dents avant de réciter la déclaration d'annulation du hametz une seconde fois,.
La consommation de matsa achira demeure une option convenable pour les séfarades et orientaux puisque le Choulhan Aroukh l'autorise jusqu'à la dixième heure. Le rabbin Ovadia Yosef (XXe siècle) demande toutefois qu'on en mange un volume équivalant à quatre œufs car son goût sucré en fait une « pâtisserie (he) » plutôt qu'un pain, et cette quantité est nécessaire pour qu'elle soit considérée comme l'élément principal du repas (Yehave Daat I, 91:12). Cependant, le Vieux maître (XVIIIe-XIXe siècle) et le Hofetz Haïm (XIXe-XXe siècle) expliquent la réticence du Rem"a par la crainte que les jus de fruit et autres liquides (vin, blanc d'œuf, etc.) n'entraînent une fermentation de la farine plus rapide encore que l'eau, surtout qu'ils sont souvent dilués (Mishna Beroura 462:15, qui ajoute dans le Shaar HaTsioun 444:1 qu'on doit, en raison de ce soupçon, s'en débarrasser après la quatrième heure du jour, comme le hametz, Choulhan Aroukh HaRav (en) 444:3). 
L’Igrot Moshe (en) Orah Hayyim I:155, qui suit le Hofetz Haïm, l'autorise néanmoins jusqu'à la quatrième du jour pour qui voudrait éliminer tout le hametz avant le Chabbat. Par ailleurs, comme le TOH 462 indique au nom de Rachi que la matza achira a tout au plus un statut de hametz « durci » (he), moins sévère, le Noda BiYhouda (1re édition) Ora'h Hayyim 21, étend le délai à la mi-journée — ajoutant qu'il l'aurait autorisée pendant tout le 14 nissan, n'eût été l'opinion du Rem"a —, et l’Aroukh Hachoulhan 444:5 qui entend suivre ici le Rem"a à la lettre, explique sa remarque sur la matsa achira en CAOH 444:2 par un constat que la plupart des foyers n'en font pas de grandes quantités, et il l'autorise jusqu'à la dixième heure ; c'est en vertu de cette opinion qu'une personne qui se lève plus tard que la quatrième heure, prendra son repas sur de la matsa achira puisqu'il ne peut plus le faire sur du pain.

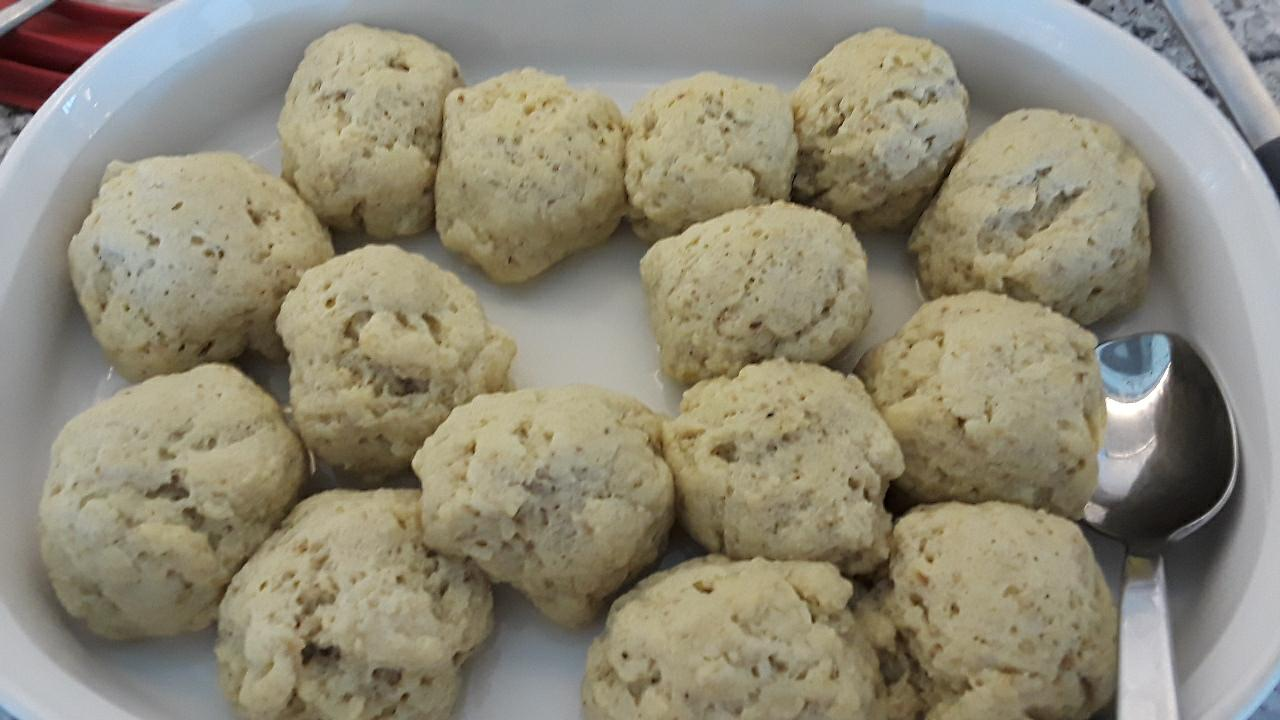
La guerre des boulettes (de matsa) : les kneidlekh étaient autrefois la solution idéale pour les repas sabbatiques avant Pessa'h en Europe de l'Est, mais des personnes pieuses ont émis des doutes sur la matsa trempée, et transformé la tradition culinaire en dilemme légal.

La matsa pourrait, en principe, être consommée telle quelle lors du premier repas sabbatique (Mishna Beroura 471:12) mais elle n'est autorisée, en pratique, qu'à l'extrême rigueur et dans des cas de force majeure, même parmi les décisionnaires les plus indulgents. Toutefois, la matsa cuite à l'eau ou frite à l'huile n'a plus le statut de pain (Choulhan Aroukh HaRav Orah Hayyim 444:8, Aroukh Hachoulhan Orah Hayyim 444:5). Ceux qui n'ont ni pain ni matsa achira, peuvent donc faire leurs repas avec de la matsa cuite (posée sur la casserole de soupe et blanchie par ses volutes — Yehave Daat I, 91:11 & Yabia Omer 6:39), des boulettes de semoule de matsa qui accompagnent généralement le bouillon (Maguen Avraham (he) 444:2),, de la matsa en omelette (en) (Hayyei Adam 129:13) ou en beignets (en). Ces alternatives sont, elles aussi, limitées à la dixième heure (Mishna Beroura 444:8 ; qui a commencé son repas avant la dixième heure, peut le prolonger jusqu’au crépuscule (he) — ibid. 471:21). 
Les plus scrupuleux qui veulent s'acquitter de toutes les opinions ou éviter tout produit azyme avant le soir, suivent l'usage du Mahara"m de Rothenburg, et se lèvent encore plus tôt pour prendre deux repas à base de pain levé le matin avant la fin de la quatrième heure — ils font leur premier repas, récitent l'action de grâces pour celui-ci, et mangent le deuxième repas après une pause (Mishna Beroura 444:8) —, complétant le troisième repas par des fruits l'après-midi (selon une variante de cette coutume, les repas du matin pris sur le pain sont froids et celui de l'après-midi est chaud).
La maison nettoyée et le hametz éliminé, il ne reste, en principe, plus qu'à préparer la fête. Cependant, là aussi, une gestion particulière des horaires et interdits liés à la situation sont nécessaires pour que la transition entre Chabbat et Pessa’h se fasse sans encombre.

## Influence sur l'avant-fête

### Le grand sermon
L'influence de la veille de Pessa'h qui a lieu le Chabbat, se ressent dès la semaine précédant la fête : bien qu'aucune source talmudique n'en fasse mention, le Mahari"l a établi que le dvar Torah (sermon) délivré lors du Shabbat HaGadol (« grand Chabbat » avant Pessa'h lors des années ordinaires, et veille de Pessa'h lors des années où la fête a lieu un dimanche) — traditionnellement consacré au rappel des lois afin de mettre à profit le temps qui reste pour les appliquer — devait être avancé car s'il était réalisé en son heure, c'est-à-dire une demi-journée avant le séder de Pessa'h, ce temps serait trop court. Il est donc donné le 7 nissan (Eliya Rabba 430:2, Mishna Beroura 430:2, Kaf Hahayyim 429:4). Cette adaptation ne se limite pas à une question calendaire, elle façonne aussi la manière dont différentes communautés l'intègrent dans leur tradition : dans les communautés juives d'Irak, des sermons sont ajoutés dans la soirée du 13 au 14 nissan afin de maintenir la solennité du jour.

### Veille de la Pâque
Lorsque la veille de Pessa’h tombe un Chabbat, deux règles se superposent : La veille de Pessa'h (he) est chômée, au moins dans l'après-midi (m. Pessa'him 4:1), et la guemara babylonienne précise que cette cessation commence avant celle du Chabbat, qui débute aux environs de l'office de Min'ha (TB Pessa'him 50b). Dès lors, il devrait commencer à ce moment du vendredi et se fondre avec l'abstention d'activité sabbatique jusqu’au samedi soir. 
Cela ne pose aucun problème à Rachi, qui attribue cette loi à la volonté de laisser l'esprit libre aux besoins de la fête (s.v. shelo la'assot). Cependant, la plupart des autorités médiévales (tossefot s.v. makom, Maïmonide dans son code 8:17, Ro"sh sur Pessa'him 84 etc.) la comprennent d'après le Talmud de Jérusalem ad loc., et expliquent qu'on procède à  l'offrande pascale à partir de ce moment (cf. supra), ce qui rend le chômage plus contraignant. 
Toutefois, bien que ce soit la dernière opinion que suivent la plupart des décisionnaires, cela n’a pas d’effet sur le vendredi, qui reste un jour ouvré : comme il est permis de manger du hametz toute la journée (bien que l'élimination du hametz a lieu jusque la fin de la cinquième heure, il est également permis de purifier les ustensiles (he) pendant toute la veille de Chabbat (Kovets miBeit Levi, 5, p. 17). Il n'y a donc aucune absence de restriction d'activité au cours la semaine, et la liturgie du Chabbat du 7 nissan est modifiée car les passages de la sortie de Chabbat (en), habituellement omis parce que la Pâque tombe en semaine, sont récités.
Par ailleurs, la veille de Pessa’h est traditionnellement marquée par le jeûne des premiers-nés, une institution post-talmudique mentionnée pour la première fois au 3e article du 21e chapitre du traité Soferim (en) (VIIIe siècle). Moïse Maïmonide ne semble pas le connaître, et Jacob ben Asher (XIVe siècle), premier codificateur à l'inclure, signale qu'il ne peut pas s'observer lorsque la veille de la Pâque tombe un Chabbat car seul le jeûne de Yom Kippour a préséance sur le Chabbat (TOH 470). 
Joseph Karo (XVIe siècle) mentionne deux pratiques : l'une, calquée sur la décision de Maïmonide concernant le jeûne d'Esther (code 5:5), consiste à avancer le jeûne au jeudi. L'autre, fondée sur le TOH 470, préconise son annulation et semble avoir la préférence de l'Auteur mais le Rem"a recommande de le maintenir (CAOH 470:2). 
Le rabbin Ovadia Yosef (XXe siècle), suivant le Choulhan Aroukh, dispense du jeûne mais ajoute qu'il est bon de participer à un « festin de mitzva » célébrant la complétion d'une étude. C'est également l'opinion de l'Igrot Moshe (en) Orah Hayyim 4:69, qui suit le Rem"a. Certains pieux s'y joignent aussi pour leur fils aîné avant qu'il n'atteigne la majorité, non seulement le jeudi mais également le vendredi. Enfin, Mordekhaï Eliyahou (XXe-XXIe siècle) recommande de lire et relire la section A'harei Mot le vendredi matin.

### Shabbat HaGadol
Le Shabbat HaGadol qui précède la Pâque est un jour habituellement emprunt de solennité et d'anticipation. Cependant, lorsque ce Chabbat tombe la veille de Pessa'h, la sérénité fait parfois place à la frénésie car il faut encore prendre deux (ou trois) repas avant la dixième heure (cf. supra). 
Divers décisionnaires dont la Mishna Beroura 444:4, recommandent d'éviter les longueurs pour ne pas retarder les orants mais Yossef Hayim de Bagdad met en garde contre les prières bâclées. Il préconise de sermonner l'assistance après l'office vespéral, afin de concilier les impératifs du moment avec les exigences de la tradition (Ben Ich Haï (he), parashat Tsav, shana rishona, 2). Natif de la même ville, Ovadia Yosef, recommande d'y inclure  des « histoires sur la sortie d’Égypte » afin de renforcer la foi et des exhortations à « éliminer la moisissure de la pâte, c.-à-d. les mauvaises actions, ainsi que le levain des pensées faussées et le gonflement des traits de caractère corrompus, afin de les ramener sur le bon chemin » (Yehave Daat I:91).
La section de lecture hebdomadaire est Tsav, la section supplémentaire des livres prophétiques dépend de la communauté : l'usage courant est de lire Malachie 3, au lieu de Jérémie 7,21–8,3 qui est, d'ordinaire, celle de Tsav. En effet, Malachie 3 appuie sur l'importance des dîmes aux indigents afin de prémunir Israël du courroux divin lorsqu'il jugera l'humanité. Il se conclut en outre par l'annonce de la rédemption finale (« Voici, je vous enverrai Elie, le prophète, avant qu’arrive le jour de l’Éternel, jour grand et redoutable ») alors qu'on célèbre bientôt la sortie d'Égypte, qui fut la rédemption initiale (Levoush Ha'hour 430, première explication). 
Certains groupes dont les hassidim Habad, réservent Malachie 3 aux années où le Shabbat HaGadol a lieu la veille de Pessa'h. C'est à ce moment précis que les dîmes aux pauvres non versées doivent être éliminées (he) durant les quatrième et septième années du cycle septennal de la terre (Levoush Ha'hour 430, deuxième explication, rapportée dans le Ba'er Heitev (en) sur le CAOH 430:2). 
À l'inverse, les disciples du Gaon de Vilna conservent la haftara de Jérémie parce que le Gaon a fait observer que l'élimination des dîmes ne peut pas s'effectuer le Chabbat (Ma'asse Rav, lois de la Pâque, paragraphe 176).

## Conséquences sur la nuit du séder
Lorsque la fête (Pessa'h ou autre) commence immédiatement après Chabbat, la transition entre les deux jours saints doit respecter l'interdiction de préparer d'un jour saint à l'autre. Dans le cas de la Pâque, les préparatifs au séder de Pessa'h doivent donc être anticipés ou réalisés une fois la fête commencée, et cette configuration particulière s'invite au sein même des premières prières.
Elle a également suscité une discussion sur l'œuf du plat du séder : comme celui-ci représente l'offrande festive (he) et que celle-ci ne peut pas se faire le Chabbat (cf. supra), certains souhaitaient le retirer du plat lorsque la veille de Pessa'h avait lieu le Chabbat. Cependant, Rabbenou Peretz (en) et l'auteur de l'Ittour s'y opposèrent, arguant que ce changement conférerait une sainteté à ces aliments symboliques, alors qu'ils ne peuvent avoir ce statut en l'absence du Temple (TOH 473:1). Sa présence ne posait plus de problème à l'époque du Choulhan Aroukh, puisque l'Auteur ne le mentionne pas.
Ainsi, l'œuf et le jarret (he), qui figure l'offrande pascale, sont cuits avant Chabbat (Mishna Beroura 473:32 ; les cuire pendant la fête retarderait le séder et les enfants, auditeurs principaux de la soirée, risqueraient de s'endormir). La laitue qui sert d'herbe amère est vérifiée pour assurer l'absence de larves ou autres impuretés (Shemirat Shabbat Kehilkhata (en) 3:40 & 4:9), et le raifort râpé dans les familles qui en utilisent (Mishna Beroura 473:36). Les autres éléments, comme l'eau salée et le harosset, sont préparés en amont, de même que le plat du séder et les mets de fête, arrangés sur la table déjà dressée (Shemirat Shabbat Kehilkhata 13:4). Une flamme capable de brûler pendant 24 heures, est laissée pour permettre l'allumage des bougies de fête sans transgression, et la montre de Chabbat (he) — temps modernes obligent — est réglée. L'interdit de « préparer » inclut aussi, en principe, de faire une sieste si le but est de rester éveillé pendant le séder — en pratique, la chose est autorisée si l'on n'en fait pas état (Mishna Beroura 290:4), et certains autorisent même cela, puisque c'est une préparation à l'accomplissement d'une prescription qui n'implique aucune activité (Az nedabrou IV, 49:2).

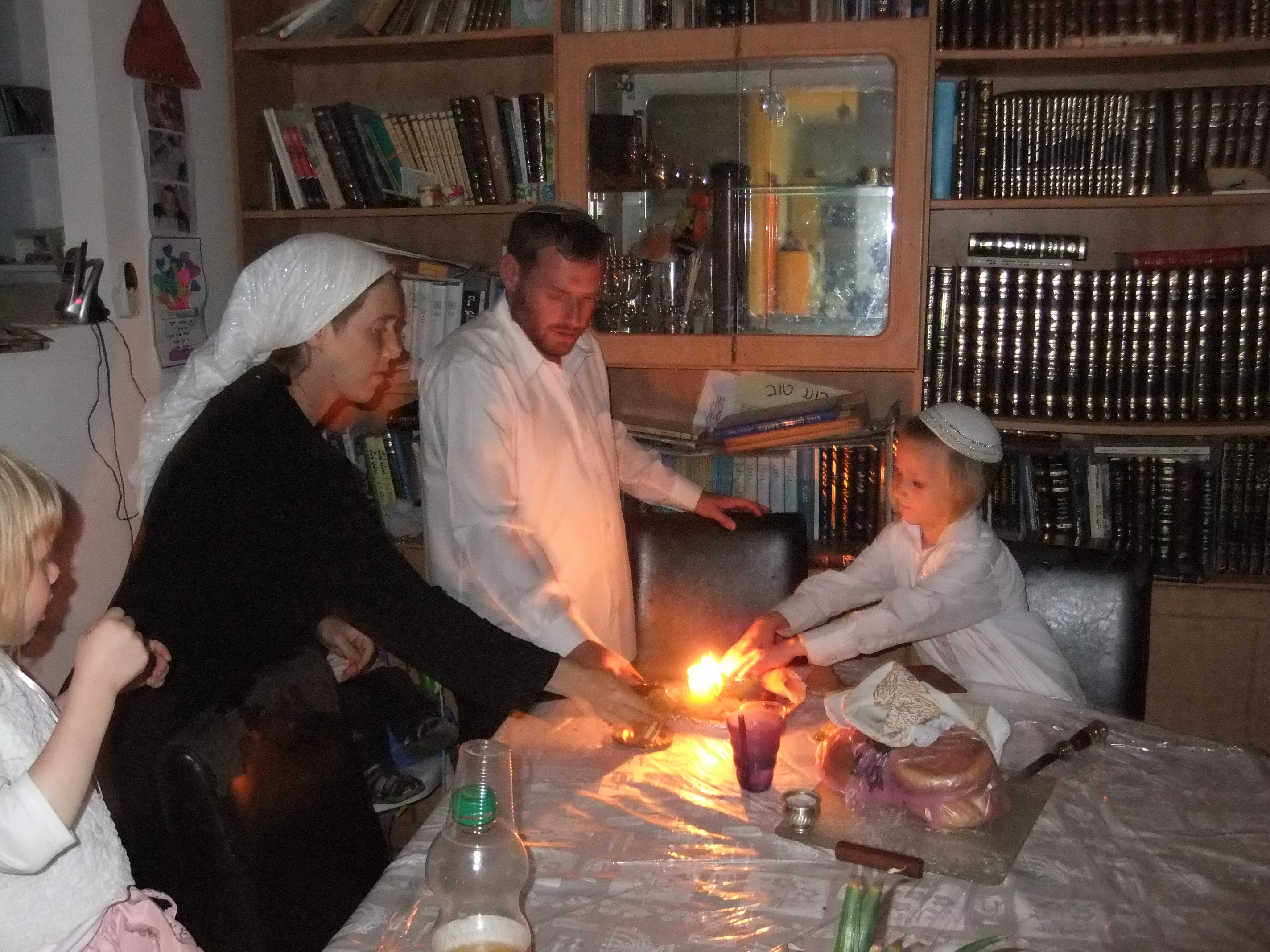
Havdalah après un Chabbat ordinaire : afin de réutiliser le luminaire à plusieurs mèches la semaine suivante, il est d'usage de l'éteindre en le trempant dans une effusion de vin sur la table.

La prière du soir se fait sans délai pour que les enfants soient éveillés pour le récit de la sortie d'Égypte (he) (Mishna Beroura 472:2) mais la tenue du séder ne peut être avancée comme les autres années car le temps du Chabbat est plus sacré encore que celui de la Pâque. 
Le passage du Chabbat au jour saint prend d'ailleurs un aspect particulier, puisqu'il ne marque pas le retour à la routine hebdomadaire mais la transition entre le jour de Dieu et la célébration de la délivrance d'Israël.
C'est pourquoi on le marque à plusieurs reprises : on ajoute d'abord le passage Vatodiènou (he) lors de la bénédiction de l'élection (he) lors de l'office de prière vespéral à la synagogue, afin de remercier Dieu d'avoir permis à l'assemblée de reconnaître la transition autrement entre deux saintetés. Ensuite, lorsqu'on est retourné au foyer, la fusion des rites, propre aux années où Pessa'h commence après Chabbat, entraîne l'intégration de cet aspect au séder par le rituel YoKNeHa"Z (un ordre spécifique de bénédictions, intitulé d'après leurs initiales) : après la récitation chantée des signes du séder (he), le maître d'office récite la bénédiction sur le vin (he) (Yayin) puis sur la sanctification du jour (Kiddoush). Il bénit ensuite la lumière émanant de la flamme servant à marquer la différentiation entre le Chabbat et les autres jours (Ner), récite la bénédiction idoine (Havdalah), et loue enfin Dieu de « nous avoir fait vivre, subsister et parvenir à ce temps » (Zǝman), avant de poursuivre le séder par le lavage des mains (Nétilat Yadaïm) préliminaire au karpass (CAOH 473:1).
L'allumage d'un feu (he) étant prohibé pendant le jour saint, une chandelle aura été préparée avant le Chabbat pour que l'on puisse transférer de son feu à ceux de la fête et de la havdalah. La flamme de havdalah ne peut, de surcroît, pas être éteinte après les bénédictions car ceci aussi constitue une activité interdite (he) (d'autant plus qu'on ne peut pas remplir la coupe à ras bord afin de noyer la flamme dans le trop-plein car ce gaspillage ne serait pas digne de la sainteté du jour). Afin de ne pas gâcher le luminaire de havdalah employé les autres semaines en le laissant se consumer entièrement, une nouvelle flamme est obtenue avec deux sources de feu : d'aucuns mêlent les mèches des bougies de fête après leur allumage et d'autres, craignant de les éteindre, se contentent de les rapprocher (ou joignent des allumettes). L'officiant veille, de plus, à ne pas négliger la bénédiction de havdalah, car son oubli introduirait une complexité supplémentaire dans l'ordre du séder.
La configuration particulière du Chabbat qui tombe avant la nuit du séder, s'y manifeste une dernière fois, après le récit enrichi de la sortie d'Égypte. Jacob Weil (en) (XVe siècle) a en effet soulevé qu'on dit, lors de la bénédiction sur la délivrance, « [nous mangerons] des abattages et des pâques ». Or les offrandes autres que la pâque ne peuvent être offertes le Chabbat, et il faudrait dire « des pâques et des abattages » pour refléter cette réalité sacrificielle (Shou"t Mahar"i Weil 193). Cet amendement a été accepté par le Maguen Avraham 473:30, le Ta"z (en) 473:9 et le Choulhan Aroukh HaRav 473:49 tandis que le Knesset Yehezqel 23 l'applique à l'année précédente : comme la bénédiction se récite au futur (« l’an prochain à Jérusalem (he), lorsque la veille de Pessa'h aura lieu le Chabbat et que le temple sera reconstruit, nous mangerons alors des pâques et des abattages etc. »). 
La plupart des décisionnaires ashkénazes récents (Olat Reiy"a (he), Loua'h Eretz Israël (en)) se sont rangés à la première opinion, et le rabbin Mordekhaï Eliyahou (Hilkhot Haggim 10:81) indique que certains Juifs séfarades et orientaux en font de même.